# 興神社
33°46′11″N 129°43′54″E / 33.769806°N 129.731722°E
興神社（日语：／ Kō-jinja */?）是日本長崎縣壹岐市蘆邊町湯岳興触的神社，社格是名神大社（論社）、壹岐國一宮和村社。根據《壹岐國神社誌》記載，神社境內面積達997坪（約3295.87平方），本殿為流造建築，祭神有足仲彥尊、息長足姬尊、應神天皇、仁德天皇、天手力男命、八意思兼神和住吉大神。此外，神社與住吉神社、本宮八幡神社、聖母宮、箱崎八幡神社、國片主神社和白沙八幡神社統稱「壹岐七社」。

## 位置與名稱
神社位於壹岐島中部，推測附近曾經建有壹岐國府。行政區劃方面，神社原屬壹岐國石田郡，後為壹岐郡伊宅鄉、湯岳村、那賀村和蘆邊町。名稱方面，根據《日本歷史地名大系》記載，興（こう）作為地名源於國府（こうふ）的轉訛，而且根據《伊能忠敬測量日記》記載，湯岳村以前也稱為興村。此外，神社也稱為印鑰大明神、國府宮或國府神社，根據《壹岐國神社誌》的說法，神社由於用作保管官庫的鑰匙以及國府政所的印章而得名印鑰大明神。

## 歷史
神社作為式內社，分別被認為是天手長男神社和與神社。根據《壹岐神社誌》說法，神社最初稱為天手長男神社，後來由於神佛習合或保管印鑰而改稱印鑰大明神，加上位處於國府附近而稱為國府宮，導致在延寶4年橘三喜前來調查時，原本的天手長男神社名稱已經棄用。最終，神社被視作與神社，天手長男神社則勸請至若宮。根據《式內社調查報告》說法，興神社是天手長男神社的論社，與神社則對應為深江神社。《特選神名牒》也指出由於「興」和「與」字相似，因此橘三喜才視其為筆誤將興神社當成是與神社。
根據《壹岐國神社誌》記載，神社創建於弘仁2年10月1日。嘉祥3年10月23日，根據《日本文德天皇實錄》記載，「天手長男神」獲列為官社。仁壽元年正月，神社獲賜正六位上的神階，其後逐漸晉升。永祿9年，神社獲松浦隆信重建寶殿，永祿13年又再獲其重建拜殿。慶安2年，神社獲松浦鎮信重建寶殿，延寶4年6月1日又獲其奉納木鏡和石額。1876年12月4日，神社獲列為村社。1907年7月，神社獲列為神饌幣帛料供進社。

## 外部連結
- . 長崎縣觀光聯盟.   [2023-09-27]. （原始内容存档于2023-09-27） （日语）.
- . 壹岐市觀光聯盟.   [2023-09-27]. （原始内容存档于2023-11-30） （日语）.